# EWR VJ 101

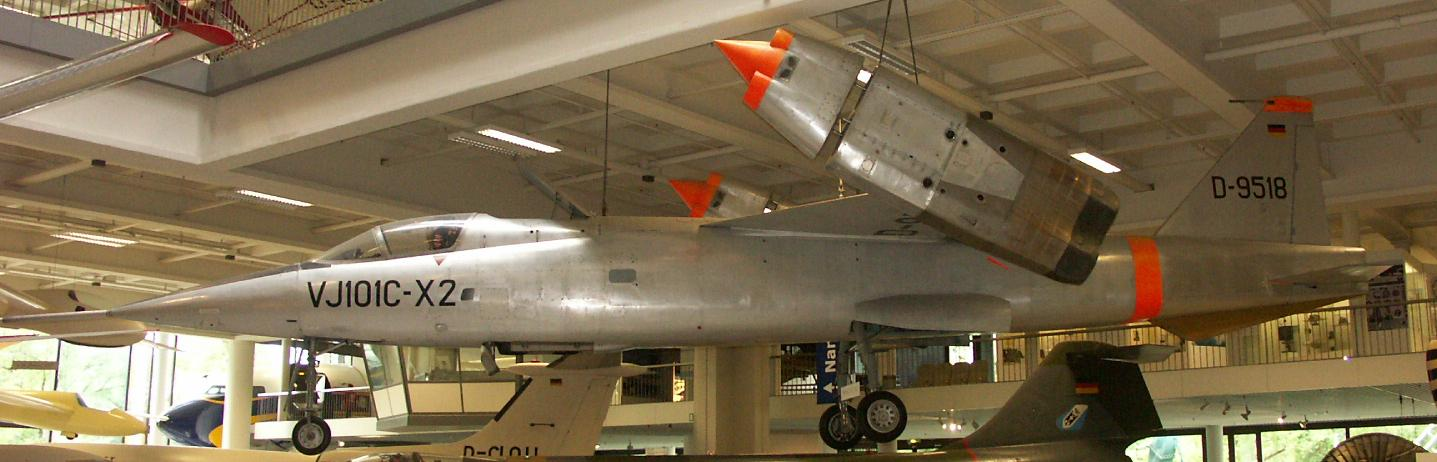
vista laterale

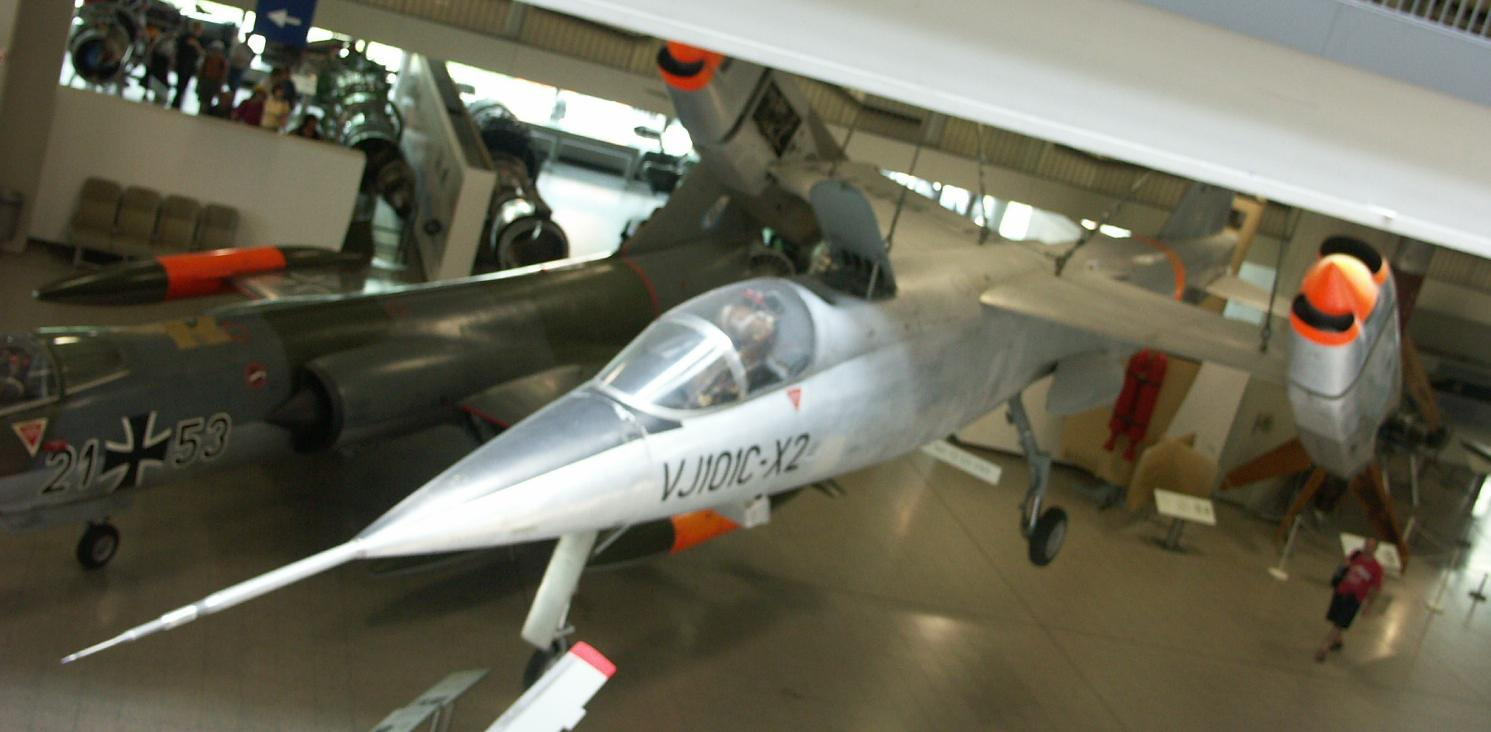
vista superiore

Lo EWR VJ 101 fu un caccia sperimentale a getto con caratteristiche VTOL costruito dall'azienda tedesca Entwicklungsring Süd GmbH (EWR). VJ sta per "Vertikal Jäger", (tedesco per "Caccia verticale").
Il VJ 101 fu uno dei primi progetti V/STOL ad avere le potenzialità per effettuare voli a Mach 2.

## Storia del progetto
La Heinkel e la Messerschmitt avevano sviluppato modelli per soddisfare le richieste di un volo VTOL, e nel 1959 le due compagnie, insieme alla Bölkow, crearono una società joint venture chiamata EWR, per costruire il VJ 101 C. La nuova proposta fuse le caratteristiche dei modelli delle tre compagnie in una elegante e snella piattaforma. Il VJ 101 era simile in apparenza al Bell XF-109, entrambi con motori rotanti nelle gondole basculanti alle estremità alari. In aggiunta ai motori sulle ali, due ulteriori motori ascensionali vennero installati nella parte centrale avanzata della fusoliera per supplementare i motori principali in fase di decollo.
Al fine di testare il concetto, la EWR costruì un banco di prova chiamata Wippe (altalena) nei primi mesi del 1960. Il semplice dispositivo incorporava un rudimentale pozzetto su una trave orizzontale con un "motore ascensionale" montato verticalmente al centro per testare i preliminari del sistema di controllo.
Nel frattempo, nel 1961, l'Organizzazione del Trattato dell'Atlantico del Nord, più nota con la sua sigla NATO, emise una specifica identificata come Basic Military Requirement 3 (NBMR-3) al fine di valutare la possibilità di sostituire i Fiat G.91 allora in servizio come aereo da attacco al suolo leggero in alcune aeronautiche militari europee con un nuovo modello avente capacità VTOL, ovvero un velivolo in grado di decollare e atterrare verticalmente, in grado di essere impiegato come aereo da caccia e da ricognizione per controllare lo spazio aereo ai confini con le nazioni legate dal Patto di Varsavia.
A tale scopo venne costruito lo scheletro della fusoliera del VJ 101C con tre motori Rolls-Royce RB106 installati approssimativamente nelle posizioni che avrebbero occupato nella versione finale del progetto. I piccoli motori avevano ognuno una spinta di 2 100 libbre (9.3 kN), abbastanza per sollevare il prototipo. Dopo un test iniziale nel maggio 1961 da una colonna telescopica, il nuovo velivolo fu capace di volare in un volo libero nel marzo 1962. Vennero ulteriori test con panni di "pelle" per simulare la fusoliera e le ali, e si rivelarono di successo (mostrando controlli soddisfacenti in ogni stagione e in ogni tempo).

### Test e valutazione
Vennero costruiti due prototipi: X-1 e X-2. Il 10 aprile 1963, l'X-1 spiccò il primo volo verticale. la prima transizione da volo verticale a volo orizzontale ebbe luogo il 20 settembre 1963. il VJ 101C X-1 volò in 40 voli aerodinamici, 24 voli verticali e 14 transizioni complete. Durante questi test venne raggiunta e superata la barriera del suono, per la prima volta da un aereo a decollo verticale, ma il 14 settembre 1964 un difetto nell'autopilota causò uno schianto. Il 29 luglio 1964 il VJ 101 C volò a Mach 1.04 senza l'uso del postbruciatore.
Il secondo prototipo X2 con un nuovo pilota automatico fece una piena transizione il 22 ottobre 1965. I test vennero successivamente continuati sull'X-2, in contrasto con i postbruciatori dell'X-1. Tuttavia il progetto venne cancellato nel 1968. L'intercettore da Mach 2 VJ 101 D non venne mai prodotto.
Anche se il VJ 101C non proseguì al suo sviluppo, altri progetti incluso lo Mirage IIIV, l'Hawker P.1154 (un progetto parallelo al Hawker Siddeley Harrier) ed il più recente F-35 Lightning II mostrarono le premesse per caccia VTOL.
La soluzione tecnica con motori in gondole girevoli alle estremità alari è attualmente adottata per i convertiplani Bell V-22 e Bell-Agusta BA609.

## Esemplari attualmente esistenti
Il VJ 101 C X2, secondo prototipo realizzato, è in esposizione presso il Deutsches Museum di Monaco di Baviera.